# Amin Tabatabaei
Mohammad Amin Tabatabaei est un joueur d'échecs iranien né le 5 février 2001 à Téhéran. Maître international depuis 2015, il a obtenu la troisième norme de grand maître international lors de l'Open Aeroflot 2018 en finissant à la dix-septième place sur 92 joueurs avec 5,5 points sur 9.
Au 1er mars 2025, il est le numéro deux iranien et le 52e joueur mondial avec un classement Elo de 2 669 points.

## Biographie et carrière

### Compétitions de jeunes
Tabatabaei fut troisième du championnat du monde des moins de huit ans en 2009.
Il remporta le titre de champion d'Asie des moins de 14 ans en 2014 et la médaille d'argent au championnat du monde des moins de 14 ans la même année.
Amin Tabatabaei a représenté l'Iran lors de trois olympiades internationales (le championnat du monde par équipe) des moins de 16 ans : en 2014 et 2015 (au deuxième échiquier) et en 2017 au premier échiquier. 
- 2014 : médaille de bronze par équipe et médaille d'or individuelle au 2e échiquier.
- 2015 : médaille d'or par équipe et médaille d'or individuelle au 2e échiquier avec une performance Elo de 2 651 points.
- 2017 : médaille de bronze par équipe et médaille d'argent individuelle au premier échiquier.

### Coupes du monde
Amin Tabatabaei a participé à la coupe du monde d'échecs à trois reprises.
Lors de la coupe du monde 2019, il s'incline au deuxième tour. Lors de la coupe du monde 2021, il est battu en quart de finale par Vladimir Fedosseïev. En 2023, il est battu au troisième tour par l'Allemand Vincent Keymer.
| Année | Lieu            | Résultat        | Ultime adversaire               | Adversaires battus |
| ----- | --------------- | --------------- | ------------------------------- | --- |
| 2019  | Khanty-Mansiïsk | deuxième tour   | Jeffery Xiong (1-3)             | Bassem Amin (2,5-1,5). |
| 2021  | Sotchi          | quart de finale | Vladimir Fedosseïev (0,5 à 1,5) | Basheer Al Qudaimi (2,5-1,5) Ferenc Berkes (2,5-1,5) Yu Yangyi (1,5-0,5) Pentala Harikrishna) (1,5-0,5) Vasif Durarbayli (1,5-0,5) Haïk Martirossian (2,5-1,5) |
| 2023  | Bakou           | troisième tour  | Vincent Keymer                  | Pablo Salinas Herrera |

### Tournois internationaux
Lors du Grand Prix FIDE 2022, Amin Tabatabaei participa au deuxième et au troisième tournoi. À Belgrade, il finit deuxième-troisième de la poule B. Lors du dernier tournoi disputé à Berlin, il remporta la poule D et fut battu en demi-finale par Wesley So. Il se classe sixième du classement général du Grand Prix 2022.
En décembre 2022, il fut 1er-3e du tournoi open Elllobregat de Sant Boi de Llobregat, vainqueur après des matchs de départages contre Tin Jingyao et Aditya Mittal. Il finit 2e-3e et troisième après départage de l'open de Sitges, ex æquo avec Hans Niemann.
Il remporte l'Open Aeroflot en 2024.